# مسجد آقا علی‌اکبر
مسجد آقا علی اکبر مربوط به دوره قاجار است و در خمینی شهر، منطقه یک خیابان امام شمالی، جوی گاردر واقع شده و این اثر در تاریخ ۶ اسفند ۱۳۸۵ با شمارهٔ ثبت ۱۷۴۸۳ به‌عنوان یکی از آثار ملی ایران به ثبت رسیده است.